# Emma Randall
Emma Randall, född den 5 juni 1985, är en australisk basketspelare som tog tog OS-silver 2008 i Peking. Detta var tredje gången i rad Australien tog silver vid de olympiska baskettävlingarna. Randall har spelat för Dandenong Rangers och var med då laget vann WNBA säsongen 2004/2005.